# Аеродром Церкље об Крки
Аеродром Церкље об Крки (словен. Letališče Cerklje ob Krki) једини је војни аеродром у Словенији, који се налази у селу Церкљу об Крки, 5 км од Брежица и 6 км од Кршког. Аеродром је и сједиште истоимене базе Словеначке војске која на њему данас држи хеликоптере.

Аеродром Церкље био је један од највећих војних аеродрома у некадашњој СФРЈ. На њему је била стационирана 82. ваздухопловна бригада, коју су формирале три ловачко-бомбардерске ескадриле; 237. ловачко-бомбардерска са авионима Ј-21 јастреб, 238. ловачко-бомбардерска ескадрила са авионима Ј-22 орао и 351. извидничка ескадрила с истим типовима авиона. Укупно је на аеродрому било 67 авиона, 1200 официра, подофицира, војника и цивила те дио војних специјалаца из Ниша.

## Историја
Аеродром Церкље об Крки почео се градити за вријеме Краљевине Југославије тридесетих година 20. вијека, као скромни мали аеродром са травнатом пистом и дрвеним хангарима.
Током Априлског рата 1941. године Луфтвафе је уништио већ првог дана 9 од 12 авиона. Убрзо по окупацији аеродром су преузеле јединице Вермахта и прошириле га, продуживши му слетну писту и изградивши три зграде од цигле. Градња је завршена у прољеће 1942. Аеродром је углавном служио за извиђање и подршку копнених снага с више различитих јединица, одиграо је и важну улогу у Десанту на Дрвар у мају 1944.
Након Другог свјетског рата аеродром је преузела Југословенска народна армија (РВ и ПВО) и модернизирало га током Тршћанске кризе 1953. године. Након тога није битније уређиван, иако је био кључ одбране сјеверозападног ваздушног простора државе. Током догађања 1991. цјелокупно људство и авиони повучени су у Босну и Херцеговину и Србију.

## Аеродром данас
Словеначкики министар одбране Карл Ерјавец је 7. децембар 2006. потписао протокол о обнови и развоју аеродрома, који укључује и изградњу објеката који ће га оспособити за прихват авиона Организације Сјеверноатлантског споразумав. Тај потез изазвао је негодовање у сусједној Хрватској, због могућих еколошких, али и због економских посљедица, јер тај пројект под именом Феникс, укључује и изградњу цивилног терминала који ће вјероватно угрозити саобраћај на Аеродрому Загреб.
Пројект са 40 милиона долара финансира НАТО, док 30 милиона евра осигурава Словенија.